# Rachele Brooke Smith
Rachele Brooke Smith (Madrid, 7 november 1987) is een Amerikaans actrice en danseres. Haar danstalent liet ze onder andere zien in de films Center Stage: Turn It Up, Bring It On: Fight to the Finish en Burlesque.